# Der Staatsanwalt hat das Wort: Für Elise
Für Elise ist ein Kriminalfilm aus dem Jahr 1987 von Peter Hagen. Er erschien als 116. Folge der Reihe Der Staatsanwalt hat das Wort. In den Hauptrollen sind Hartmut Schreier und Angelika Waller zu sehen.

## Handlung
Robert Horn ist ledig, wohnt in Halle an der Saale und arbeitet dort als Taxifahrer. Eines Tages erblickt er während einer Fahrt in Richtung Hauptbahnhof auf einer Fußgängerinsel das fünfjährige Mädchen Elise, das sich verlaufen hat und durch den Trubel der Großstadt total verängstigt ist. Robert nimmt Elise in seinem Taxi mit und bringt sie zu ihrer Mutter, der Krankenschwester Ruth. Beide freunden sich im Laufe der Zeit an, und Robert bringt Ruth immer öfter Geschenke. Robert schließt die kleine Elise immer mehr in sein Herz und behandelt sie bald so, als wäre sie seine eigene Tochter. Mit den beiden findet Robert die Familie, die er sich eigentlich immer gewünscht hat. Doch Ruth sieht Robert nur als eine Art guten Freund und Kontaktperson für ihre Tochter, jedoch nicht als Liebhaber oder gar dauerhaften Partner. Ruth wiederum ist schon seit längerem unglücklich in Dr. Manfred Breit verliebt, der als Stationsarzt ihr Vorgesetzter im Kreiskrankenhaus ist. Mit ihm teilt sie die sogenannten schönen Dinge des Lebens wie Kunst und Kultur, wozu Robert allerdings laut Ruth absolut der Zugang fehlt. Dr. Breit hingegen sieht in Ruth nur eine tolle Kollegin und vertraute Gesprächspartnerin. Robert will ein Wochenendhaus in der Natur als Rückzugsort von der lauten Großstadt für sich, Ruth und Elise kaufen. Doch diese Angelegenheit erweist sich als schwierig, da der Kauf des Hauses seine finanziellen Möglichkeiten weit übersteigt und auch von seinen Bekannten niemand dazu in der Lage ist, ihm dafür einen Vorschuss zu geben. Dann lernt Robert den alleinstehenden Rentner Herrn Schütz kennen, der ein ehemaliger Patient und inzwischen guter Bekannter von Ruth ist. Da er keine Nachkommen und Verwandten mehr hat, wollte er Ruth im Falle seines Ablebens testamentarisch zur Alleinerbin ernennen. Robert bittet Ruth, mit Herrn Schütz über den bevorstehenden Hauskauf zu sprechen, doch sie lehnt empört ab und will partout nicht um einen Vorschuss auf ihr Erbe bitten. Robert erhofft sich davon wiederum, dass er auch seine Schulden, die sich bei ihm im Laufe der Jahre angehäuft haben, endlich abbezahlen kann. Letztendlich besucht er Herrn Schütz in seiner Wohnung. Als Robert sein Anliegen vorträgt, reagiert Herr Schütz empört und beschimpft ihn als eiskalten Erbschleicher. Es kommt zu einem heftigen Streit zwischen den beiden, woraufhin der bereits seit längerer Zeit gesundheitlich angeschlagene Herr Schütz einen Herzinfarkt erleidet und zusammenbricht. Er bittet Robert noch um medizinische Hilfe, doch dieser verwehrt ihm jegliche Hilfe und verlässt die Wohnung wieder, wo Herr Schütz allein zurückbleibt und schließlich stirbt. Als Ruth von dieser Ungeheuerlichkeit erfährt, trennt sie sich endgültig von Robert und verbietet ihm auch jeglichen weiteren Kontakt mit ihrer Tochter Elise. Für Robert bricht erst dadurch eine Welt zusammen. Er ist nun wieder völlig einsam und muss sich für seine abscheuliche Tat verantworten. Robert wird deshalb wenig später wegen unterlassener Hilfeleistung mit Todesfolge zu einer langjährigen Haftstrafe verurteilt.

## Hintergrund
Die Dreharbeiten zu dem Film fanden im Jahr 1986 in Halle (Saale) und Umgebung statt. Die Erstausstrahlung des Films erfolgte am 6. September 1987 im 1. Programm des DDR-Fernsehens. Nach der Wende wurde der Film mehrmals im Fernsehen wiederholt, darunter auch im Mitteldeutschen Rundfunk.